# Pimelodus ornatus
Espèce
Pimelodus ornatus est une espèce de poissons siluriformes (ou poissons-chats) d'eau douce tropicale et subtropicale de la famille des Pimelodidae, originaires d'Amérique du Sud. On le rencontre par exemple en Guyane, où il est souvent appelé pakira.

## Description
C'est un poisson-chat, présentant des barbules caractéristiques au niveau de la bouche. Il peut atteindre une longueur de 30 à 35cm. Il est brun, avec de fines bandes transversales blanc-beige, ainsi qu'une bande horizontale sur la moitié arrière du corps. Il a deux nageoires dorsales, dont la première assez développée, ainsi que deux paires de nageoires ventrales. Certaines épines de ses nageoires produisent un mucus toxique infligeant une forte douleur.

## Mode de vie
Cette espèce vit au fond des rivières d'eau claire.